# 13982 Thunberg
13982 Thunberg este un asteroid din centura principală de asteroizi.

## Descriere
13982 Thunberg este un asteroid din centura principală de asteroizi. A fost descoperit pe 2 septembrie 1992 la Observatorul La Silla de Eric Walter Elst. Asteroidul prezintă o orbită caracterizată de o semiaxă mare de 2,98 ua, o excentricitate de 0,11 și o înclinație de 0,5° în raport cu ecliptica.